# Pseudophilautus decoris
Espèce
Synonymes
- Philautus decoris Manamendra-Arachchi & Pethiyagoda, 2005

Statut de conservation UICN

 CR  : 
En danger critique
Pseudophilautus decoris est une espèce d'amphibiens de la famille des Rhacophoridae.

## Répartition
Cette espèce est endémique du Sri Lanka. Elle est présente à Pituwala à 60 m d'altitude et dans les monts Rakwana à 1 060 m,.

## Description
Pseudophilautus decoris mesure de 18 à 21 mm pour les mâles et de 19 à 24 mm pour les femelles. Son dos est assez bariolé avec des nuances de brun, de gris, de roux et présente des bandes noires. Ses flancs sont jaune grisâtre avec des taches brun foncé. Son ventre est gris jaunâtre tacheté de noir.

## Étymologie
Son nom d'espèce, du latin decoris, « élégant, orné... », lui a été donné en référence aux motifs picturaux présents sur son dos.

## Publication originale
- Manamendra-Arachchi & Pethiyagoda, 2005 : The Sri Lankan shrub-frogs of the genus Philautus Gistel, 1848 (Ranidae: Rhacophorinae), with description of 27 new species. The Raffles Bulletin of Zoology, Supplement Series, no 12, p. 163-303 (texte intégral).